# 童年 (足球运动员)
童年（？—2022年），湖北武汉人，中国已退役职业足球运动员、足球教练，司职门将，曾在武汉雅琪身披0号球衣。退役后，曾担任武汉长江的梯队教练。2022年因癌症去世。